# امید برای حیات وحش
امید برای حیات وحش (به انگلیسی: Hope for Wildlife (HFW)) یک مرکز غیرانتفاعی بازپروری و آموزش حیات وحش است که در مزرعه‌ای در Seaforth، هالیفاکس نوا اسکوشیا، کانادا واقع شده‌است. این مرکز توسط Hope Swinimer در سال ۱۹۹۷ به عنوان مرکز بازپروری و نجات حیات وحش ساحل شرقی بنیان‌گذاری شد. نام کنونی خود را در سال ۲۰۰۵ دریافت کرد. یک مجموعه تلویزیونی به نام Hope for Wildlife در سال ۲۰۰۹ مستندسازی دربارهٔ تلاش‌های این مرکز را آغاز کرد.

## بیانیه مأموریت
این سازمان بیانیه مأموریتی را ارائه کرده‌است تا آنچه را که می‌خواهد به آن دست یابد، مشخص کند. سه هدف اصلی را فهرست می‌کند:
1. نجات، بازپروری و معرفی دوباره برای حیات وحش آسیب‌دیده و یتیم وحشی.
2. به دیگران دربارۀ اهمیت حفاظت از جانوران وحشی و اکوسیستم‌هایی که آنها را حفظ می‌کنند، آموزش دهید.
3. تحقیق و توسعه دانش و درک لازم برای حفاظت و مدیریت حیات وحش.